# Барбара Бранденбургская (1422—1481)
Ба́рбара Бранденбу́ргская (нем. Barbara von Brandenburg; 30 сентября 1422 — 7 ноября 1481, Мантуя, Мантуанское маркграфство) — старшая дочь наследного курфюрста Бранденбурга Иоганна Алхимика из рода Гогенцоллернов и племянница императора Сигизмунда, в замужестве — маркграфиня Мантуанская. Одна из самых образованных женщин своего времени. За твёрдость характера и умение достигать поставленных целей современники прозвали её «бой-бабой» (итал. virago).

## Биография

### Детство и юность
Барбара фон Гогенцоллерн родилась 30 сентября 1422 года (в некоторых источниках указан 1423 год). Она была старшей дочерью Иоганна Алхимика, сына Фридриха I, маркграфа Бранденбургского от Елизаветы Баварской, и Барбары Саксен-Виттенбергской, дочери курфюрста Саксонии Рудольфа III Саксен-Виттенбергского от Анны Мейссенской. Отец её отказался от первородства и взамен получил владения рода Гогенцоллернов во Франконии.
22 мая 1427 года, при заключении мирного договора между Бранденбургским маркграфством и Померанским герцогством, она была помолвлена с Иоахимом Штеттинским, сыном герцога Померанского, который позднее женился на её младшей сестре Елизавете Бранденбургской.
5 июля 1433 году, при посредничестве кардинала Джулиано Чезарини, папского легата на соборе в Базеле, а также Маттео Бониперти, епископа Мантуи и Кристофа фон Ротенхана, епископа Лебуса, император Сигизмунд объявил о помолвке Барбары Бранденбургской, приходившейся ему племянницей, с Лудовико Гонзага, старшим сыном маркграфа Мантуанского. Торжественная церемония венчания двадцатиоднолетнего жениха и одиннадцатилетней невесты прошла 12 ноября 1433 года в соборе Святого Петра в Мантуе.
До достижения совершеннолетия Барбара жила при дворе Гонзага. Она обучалась вместе с младшими детьми маркграфа Мантуанского у известного педагога и гуманиста Витторино да Фельтре. Образовательный курс включал риторику, математику, философию, пение, музыку, рисование, греческий и латинский языки, а также фехтование, бег, верховую езду, плавание и игры в мяч. Барбара оказалась способной ученицей. Она овладела четырьмя языками, прекрасно разбиралась в литературе и позднее приобрела известность как одна из самых просвещённых женщин Ренессанса.

### Маркграфиня Мантуанская
В 1444 году, после того, как её муж стал маркграфом под именем Лудовико III, она получила титул маркграфини Мантуанской. Вместе с супругом участвовала в управлении государством, вела активную переписку с европейскими дворами, курией и государственными деятелями империи, поддерживая политические и экономические интересы маркграфства. С 1445 по 1455 год исполняла обязанности регента во время частых отъездов мужа в Венецианскую республику и Миланское герцогство. Её действия заложили основу для будущего экономического процветания Мантуанского маркграфства.
Узнав о намерении римского папы Пия II созвать собор для обсуждения войны против Османской империи, угрожавшей Европе, Барбара Бранденбургская приложила все усилия, чтобы это событие состоялось в Мантуе. Она обратилась за помощью к своему дяде Альберту Ахиллесу Бранденбургскому, рассчитывая через него заручиться поддержкой императора. Собор прошёл в Мантуе 26 сентября 1459 года. Результатом гостеприимства, оказанного понтифику Барбарой Бранденбургской, стало возведение в кардиналы её семнадцатилетнего сына Франческо в декабре 1461 года.
При маркграфине установились особенно тесные связи между маркграфством и империей. С этой целью ею заключались династические браки её детей с немецкими принцами и принцессами: старшего сына Фредерико она женила на принцессе Маргарите Баварской, дочь Барбару выдала замуж за герцога Вюртембергского, дочь Паолу — за графа Гориции, среднего сына, Джанфранческо, отправила ко двору Гогенцоллернов для получения образования. Единственной аномалией в этом ряду стала её неудачная попытка выдать замуж дочь Доротею за наследника Миланского герцогства.
Стараниями Барбары Бранденбургской двор Гонзага в Мантуе превратился в один из известных центров культуры и искусства эпохи Возрождения в Италии. Вместе с семьей она была изображена придворным художником Андреа Мантенья на знаменитой фреске «Брачный чертог» в замке Сан-Джорджо в Мантуе. Автор изобразил женщину зрелого возраста с некрасивыми и почти маскулинными чертами, свидетельствующими о твёрдом и решительном характере. По её заказу, выполнение которого длилось с 1442 по 1461 год, Бельбелло да Павия и Джироламо да Кремона создали «Миссал» в стиле поздней готики, получивший имя заказчицы.
Маркграфиня принимала участие в управлении государством и после смерти супруга в 1478 году. Барбара Бранденбургская умерла 17 ноября 1481 года в Мантуе и похоронена в местном соборе Святого Петра. Она является главной героиней исторического романа «Принцесса Мантуи» писательницы Марии Ферранти.

## Брак и потомство
12 ноября 1433 года в Мантуе был заключён брак между принцессой Барбарой фон Гогенцоллерн и принцем Лудовико Гонзага (5.6.1412 — 11.6.1478), патрицием Венеции, будущим 2-м маркграфом Мантуи под именем Лудовико III, сыном Джанфранческо I Гонзага, маркграфа Мантуи и Паолы Малатесты. В этом браке родились тринадцать детей, из которых трое умерли в младенчестве:
- Федерико, венецианский патриций, умер в младенчестве;
- Магдалина, венецианская патрицианка, умерла в младенчестве;
- Елизавета, венецианская патрицианка, умерла в младенчестве;
- Федерико (25.6.1441 — 7.14.1484), по прозвищу Горбун, венецианский патриций, 3-й маркграф Мантуи с 1478 года под именем Федерико I, 10 мая 1463 года на Маргарите Баварской (1.1.1442 — 14.10.1479), принцессе из дома Виттельсбахов;
- Франческо (15.3.1444 — 21.10.1483), венецианский патриций, апостольский протонотарий, с 1461 года кардинал, с 1464 по 1466 год князь-епископ Бриксена, с 1466 года апостольский администратор Мантуи, с 1472 по 1474 год апостольский администратор Лунда, с 1476 года апостольский администратор Болоньи, с 1478 года совладелец Сан-Мартино-даль’Арджине;
- Джанфранческо[итал.] (4.10.1446 — 28.8.1496), венецианский патриций, с 1478 года совладелец Сан-Мартино-даль’Арджине, с 1479 года граф Саббьонеты и Родиго и владелец Боццоло, основатель Саббьонетской ветви[итал.] дома Гонзага, 17 июля 1479 года сочетался браком с Антонией дель Бальцо[итал.] (1461 — 16.1.1538), неаполитанской аристократкой из дома Бальцо;
- Сузанна[итал.] (15.10.1447 — 19.12.1481), венецианская патрицианка, монахиня-клариссинка в монастыре святой Павлы в Мантуе под именем монахини Ангелики;
- Доротея[итал.] (6.12.1449 — 21.4.1467), венецианская патрицианка, невеста[15][16] Галеаццо Марии I (24.1.1444 — 26.12.1476), герцога Миланского;
- Чечилия (25.3.1451 — 2.5.1472), венецианская патрицианка, монахиня-клариссинка в монастыре святой Клары в Мантуе;
- Родольфо (18.4.1452 — 6.7.1495), венецианский патриций, с 1478 по 1479 год маркграф Кастиль-Гоффредо, Кастильоне и Сольферино, с 1478 года владелец Луццары, основатель Кастель-Гоффредской[итал.] и Луццарской ветвей дома Гонзага, дважды сочетался браком: в первый раз 11 января 1481 года с Антонией Малатеста[итал.] (1451 — 25.12.1483), во второй раз в 1484 году с Екатериной Пико[итал.] (1454 — 5.12.1501);
- Барбара (11.12.1455 — 31.5.1505), венецианская патрицианка, 12 апреля 1474 года сочеталась браком с Эберхардом I Бородатым (11.12.1445 — 24.2.1496), герцогом Вюртембергским;
- Лудовико[итал.] (21.8.1458 — 19.01.1511),  венецианский патриций, маркграф Кастель-Гоффредо, Кастильоне и Сольферино и владелец Остьяно с 1478 года, апостольский протонотарий, епископ Мантуи с 1483 года;
- Паола[итал.] (23.9.1464 — 1497), венецианская патрицианка, в 1478 году сочеталась браком с Леонардом (1440 — 12.4.1500), графом Гориции[14].